# Ilsfeld
Ilsfeld  é um município da Alemanha, no distrito de Heilbronn, na região administrativa de Estugarda , estado de Baden-Württemberg.